# Cineworld
Cineworld este al doilea cel mai mare lanț de cinema din lume, cu 9.518 ecrane pe 790 de locații în 11 țări: Marea Britanie, SUA, Canada, Irlanda, Polonia, România, Israel, Ungaria, Cehia, Bulgaria și Slovacia. Brandurile principale ale grupului sunt Regal (în SUA), Cineworld și Picturehouse (în Marea Britanie și Irlanda), Cinema City (în toată Europa) și Yes Planet (în Israel).
Din martie 2018, Cineworld era principalul operator de cinema din Marea Britanie cu cota de piață a box office-ului (bazat pe venituri),  cu 99 de cinematografe și peste 1.017 de ecrane, inclusiv cel mai mare multiplex din Irlanda după ecrane și baza de clienți. Cineworld Glasgow Street Renfrew este cel mai înalt cinematograf din lume și cel mai aglomerat, după baza de clienți, din Marea Britanie. Site-ul Cineworld cu cel mai mare număr de ecrane este situat la Valley Centertainment din Sheffield, care are 20. Este listat la Bursa de Valori din Londra și este un component al indicelui FTSE 250.

## Legături externe
- Cineworld Group PLC